# Louis Sparre
Pehr Louis (ursprungligen Luigi Pietro) Sparre af Söfdeborg, född 3 augusti 1863 i Gravellona i Lombardiet, död 26 oktober 1964 i Oscars församling,  Stockholm, var en svensk greve, målare, grafiker, möbeldesigner och författare. Han var son till uppfinnaren greve Ambjörn Sparre (1828-1921) och italienskan Teresita Adèle Josefa Gaetana Barbavara (1844-1867).

## Biografi
Louis Sparre gifte sig 19 juli 1893 i Helsingfors med friherrinnan Eva Mannerheim och blev därigenom svåger till den blivande marskalken av Finland friherre Gustaf Mannerheim. Han var vidare far till två söner.  Som konstnär var han verksam i  Sverige, Finland och Frankrike.
Sparre tillbringade sin tidiga barndom med modern i Villa Teresita i Gravellona medan fadern ofta var på affärsresor. När hon dog 1867 efter en olyckshändelse flyttade Sparre till fadern i Paris och senare till farmodern i Karlskrona. I Karlskrona lockade livet till sjöss och 1877 var han extrakadett på korvetten Eugénie. Snart tog dock konstintresset över och när han flyttade till Stockholm för studier på realläroverket skrev han samtidigt in sig på Konstakademins aftonskola med Tryggve Hermelin som lärare i akvarellmåleri. Efter studentexamen flyttade han till Paris där han studerade vid Académie Julian 1887-1890. Han fick genom skolan kontakt med det unga franska avantgardet samt de finländska konstnärerna Akseli Gallen-Kallela, Albert Edelfelt, Emil Wikström och Eero Järnefelt. I Paris lärde han också känna Anders Zorn och var ofta gäst hos paret Zorn på Rue Daubigny. År 1888 debuterade han på Salongen med en skymningsstämning över Rue Lamartine och på världsutställningen följande år visade han pastellen Flicka vid fönster.
Sparre följde 1889 med Akseli Gallen-Kallela till Finland och fattade tycke för landet och i synnerhet den ålderdomliga kulturen i Karelen. År 1891 visades två av hans verk med finska motiv, Söndagsvila och Finsk bondflicka, på salongen i Paris. Samma år beslöt han att flytta till Finland och förblev bosatt där till 1908. Han företog vidsträckta resor i Finland och skildrade de i såväl målningar som i boken Bland Kalevalafolkets ättlingar - anteckningar från en vandring i Fjärrkarelen 1892. Målningen Den första snön och Middagen (båda 1891) väckte stor uppmärksamhet och den förra visades i Paris på Salon Champs de Mars 1893. År 1895 fick han första pris i en tävling om altarmålning för Vasa kyrka och året därpå en beställning på Finlands ständers hyllningsadress med anledning av tsar Nikolaj II:s kröning. År 1896 utförde han målningen Hemvändande kyrkofolk som tillkom i flera versioner och tydligt vittnar om Sparres intresse för folklivsskildringar.
Sparre och hans hustrus tilltagande intresse för konsthantverk och möbler ledde till att de tillsammans grundade och ledde företagen AB Iris 1897–1900 och Konstindustriell ritbyrå - Eva och Louis Sparre 1901–08. Paret var under denna tid bosatt i villa Orrela i Borgå. Konstindustriella ritbyrån avvecklades i samband med flytten till Sverige 1908 och samtidigt övergav Sparre konsthantverket för måleri och grafik. Han fortsatte att resa i Europa och företog 1912, med Anders Zorn, även en resa till Egypten och Nordafrika. Han byggde 1914 villa Sandarfve i Ljugarn på Gotland efter egna ritningar och tillbringade somrarna där fram till 1940-talet. Många av hans teckningar och akvareller från denna tid inspirerades av den gotländska naturen och kulturen.
Sparre var medlem av fäktarlaget vid Olympiska sommarspelen 1912 i Stockholm, ordförande i Grafiska Sällskapet 1918-1921, i Konstnärsklubben 1923-1924 och 1929-1930, i Svenska konstnärernas förening 1927-1929 och i Nordiska grafikerunionens svenska sektion 1937-1939. Han förblev aktiv långt in på ålderns höst och öppnade ett eget galleri så sent som 1962 där han arrangerade en separatutställning, 99 år gammal.
Han blev riddare av Kungliga Nordstjärneorden 15 september 1923 och  kommendör av Kungliga  Vasaorden 15 november 1946. Han var dessutom kommendör av Finlands Vita Ros' orden, innehade Finländska Frihetskorsets orden 3:e klass med rött kors samt var riddare av Franska Hederslegionen. Sparre är representerad vid bland annat Göteborgs konstmuseum, Nationalmuseum i Stockholm och Kalmar konstmuseum.

## Produktion
- Boken Bland Kalevalafolkets ättlingar - anteckningar från en vandring i Fjärrkarelen 1892, Werner Söderström Osakeyhtiö, Borgå, 1930